# Инаугурация Сандры Мейсон
Инаугурация Сандры Прунеллы Мейсон в качестве первого Президента Барбадоса состоялась 30 ноября 2021 года, которая ознаменовала начало срока Сандры Мейсон на посту президента Барбадоса.
По итогу Сандра Мейсон стала первым президентом в истории Барбадоса и единственным в истории первым президентом-женщиной.

## Обзор
В конце сентября 2021 года парламент страны единогласно поддержал поправки в Конституцию, позволяющие отказаться от монархической формы правления и превратить страну в парламентскую республику, а спустя почти месяц он проголосовал за назначение генерал-губернатора острова Сандры Мейсон первым президентом страны.
21 октября 2021 года Сандра Мейсон была избрана парламентом Барбадоса первым президентом страны почти единогласно на специальном заседании нижней и верхней палат парламента.
В тот же день, 30 ноября 2021 года, Барбадос официально стал парламентской республикой.

## Церемония
Торжественная церемония инаугурации президента Сандры Мейсон началась в Бриджтауне в полночь и была приурочена к 55-летию независимости Барбадоса, которую страна получила ещё 30 ноября 1966 года, но при этом находилась под британской властью монарха. Она сопровождалась последним салютом в честь британской монархии, после чего королевский штандарт был спущен, аккуратно сложен и заменен национальным флагом.
Избранный президент Барбадоса генерал-губернатор Сандра Мейсон принесла присягу и стала первым президентом страны после выхода из-под британской короны, произнеся следующие слова:
Я, Сандра Прунелла Мейсон, клянусь быть верной Барбадосу, в соответствии с законом <...> буду честно служить Барбадосу на посту президента. Да поможет мне бог.
В своём обращении она заявила, что «Республика Барбадос отправилась в своё первое плавание»:
Мы, люди, должны дать Республике Барбадос её дух и сущность. Мы должны формировать её будущее. Мы — хранители друг друга и нашей нации. Мы — жители Барбадоса.
На церемонии инаугурации присутствовал наследник британского престола принц Уэльский Чарльз. В своём обращении он передал наилучшие пожелания от королевы Елизаветы II сказал следующее:
Создание новой республики — это новое начало. Жители этого острова с необычайной стойкостью проложили свой путь из самых мрачных дней нашего прошлого, ужасающего и жестокого рабства, которое навсегда запятнало нашу историю.
Сандра Мейсон наградила его орденом Свободы Барбадоса.
Когда наступило 12 часов по местному времени, флаг Королевского штандарта, представляющий королеву, был приспущен над многолюдной Площадью Героев в Бриджтауне, и главный исполнительный директор Национального культурного фонда Кэрол Робертс-Райфер объявила о переходе Барбадоса к своему новому конституционному статусу. Гости на площади аплодировали, когда дама Сандра Мейсон была приведена к присяге в качестве президента главным судьей и принесла присягу на верность своей стране.
После официальной инаугурации главы государства в центре Бриджтауна состоялся военный парад, который транслировался по всем местным телеканалам и на экранах, установленных в разных частях города. Под исполнение государственного гимна был произведен салют из 21 орудия. Власти призвали граждан страны соблюдать социальную дистанцию для предотвращения распространения коронавирусной инфекции во время празднования провозглашения республики и 55-летия провозглашения независимости. После провозглашения республики власти Барбадоса объявили национального героя — им стала уроженка Барбадоса певица Рианна.

## Реакции с поздравлением
- Венесуэла: глава министерства иностранных дел Венесуэлы Феликс Пласенсия поздравил Барбадос с выходом из-под британской короны и с созданием республики, выразив поддержку первому президенту государства[11][12]:

Сегодня Венесуэла стала свидетелем начала жизни Барбадоса как Республики и инаугурации её первого президента Сандры Мейсон, которой мы выражаем нашу абсолютную поддержку, желая большого успеха на этом пути к новой эре перемен
- Великобритания: королева Елизавета II отправила телеграмму с поздравлениями Барбадоса по провозглашению республики[13].
- Гайана: президент Гайаны Ирфаан Али заявил первому президенту Барбадоса Сандре Мейсон и премьер-министру Миа Моттли, что их остров «пользуется неизменной и непоколебимой поддержкой Гайаны», поскольку он стал республикой[14].
- Катар: шейх Тамим бин Хамад Аль Тани направил телеграмму с поздравлениями Сандре Мейсон по случаю годовщины Дня независимости её страны[15].
- Кения: президент Кении Ухуру Кениата поздравил президента Мейсон и премьер-министра Мотли с преобразованием Барбадоса в республику[16].
- Кувейт: шейх Наваф аль-Ахмед аль-Джабер ас-Сабах направил поздравительную телеграмму Сандре Мейсон, в которой выразил искренние поздравления по случаю национального дня её страны. Это также сделали наследный принц Мишааль аль-Ахмед аль-Джабер ас-Сабах и премьер-министр шейх Сабах аль-Халед аль-Хамад ас-Сабах[17].
- Сент-Китс и Невис: премьер-министр Сент-Китса и Невиса Тимоти Харрис передал искренние поздравления правительству и народу Барбадоса с  «совершением рывка вперёд и получением статуса республики в празднование 55-летия независимости»[18].
- Карибский суд поздравил Сандру Мейсон со вступлением в должность первого президента[19].